# Оншор
Оншор (від англ. onshore) — країна чи територія, в якій зареєстрована компанія, що підлягає оподаткуванню та зобов'язана вести бухгалтерський облік у країні реєстрації. Часто при збереженні певних умов фірма може сплачувати зменшені податки. Оншор є протилежністю офшору. І оншор, і офшор є нерезидентами стосовно країни провадження бізнесу та дозволяють вирішити схожі задачі.
Є й такі держави, де крім офшорних компаній, існують звичайні оншорні, котрі можуть належати нерезидентам, але при умові ведення господарської діяльності всередині цієї країни вони можуть втратити пільговий податковий статус. Для того, аби довести, що компанія не вела такої діяльності, зазвичай в таких країнах слід щорічно проходити аудит та здавати звіти. З боку урядів цих держав контроль за такою діяльністю жорсткіший, ніж в класичних офшорах, і, зазвичай, ведеться реєстр директорів та акціонерів компаній. До таких країн належать Кіпр, Ірландія, Гібралтар, Люксембург, Швейцарія, Острів Мен та ін.
Є кілька причин, чому компанії обирають оншорні території:
- для ефективної роботи в країні з антиофшорним законодавством; 
 В Україні, як і в багатьох інших державах, існують певні обмеження при укладаннях угод із офшорними компаніями. Зазвичай ці обмеження пов'язані не з забороною, а з підвищеним контролем за такими угодами, або з депонуванням коштів, або з ускладненням віднесення сум на собівартість.
- з метою мінімізації оподаткування; 
 Більшість переваг офшору також характерна для оншору і, незважаючи на наявність оподаткування в оншорі, його використовують аналогічно офшору в бізнесових схемах, попередньо мінімізувавши оподаткування. Класично не офшорні країни, а навіть такі, що самі борються з офшорами, при провадженні правильного курсу діяльності компаній на їх території дозволяють працювати й платити мінімум податків. Це  — США, Велика Британія, Канада та ін. В цих країнах все відкрито: податки, збори, реєстри директорів та акціонерів. Але існують організаційно-правові форми, які дозволяють спокійно існувати, сплачуючи лише фіксований збір.
- для зміни статусу бізнесу, зміни ставлення до нього з боку держави ведення діяльності та інших учасників ринку; 
При потребі надання бізнесу вигляду звичайного іноземного бізнесу, що створює певне маскування при бажанні мінімізувати свою причетність до діяльності або резидента, а також підняти статус власних інвестицій та солідність іміджу компанії.